# Ernst-Dieter Hehl
Ernst-Dieter Hehl (* 20. April 1944 in Selters) ist ein deutscher Historiker.
Ernst-Dieter Hehl studierte von 1963 bis 1968 die Lehramtsfächer Geschichte und Deutsch an den Universitäten Mainz und Freiburg. Anschließend war er von 1969 bis 1978 bei Alfons Becker wissenschaftlicher Mitarbeiter am Historischen Seminar in Mainz. Bei Becker wurde er 1977 mit einer Arbeit über die rechtliche Bewertung des Kriegs im kanonischen Recht des 12. Jahrhunderts promoviert. Die Arbeit wurde 1978 mit dem Diether von Isenburg-Preis ausgezeichnet. Becker förderte auch sein Interesse an der Papstgeschichte. Im Jahr 1992 erfolgte in Mainz unter der Ägide von Stefan Weinfurter und Alfons Becker seine Habilitation. Im Jahr 1998 wurde Hehl in Mainz zum außerplanmäßigen Professor ernannt. Hehl arbeitete von 1978 bis 2009 als wissenschaftlicher Mitarbeiter bei der Akademie der Wissenschaften und der Literatur. Dort war er mit der Edition der Konzilien Deutschlands und Reichsitaliens im 10. und frühen 11. Jahrhundert betraut.
Seine Forschungsschwerpunkte sind die Edition der Konzilien Deutschlands und Reichsitaliens von 920 bis 1022/23, Fragen der ottonisch-salischen Reichskirche besonders unter kirchenrechtsgeschichtlichen Gesichtspunkten sowie Kirche und Krieg. Der erste Teil für die Konzilien Deutschlands und Reichsitaliens erschien 1987 umfasst den Zeitraum von der Synode von Hohenaltheim 916 bis zur Zeit der Kaiserkrönung Ottos des Großen im Jahre 962. Der zweite Teil des sechsten Konzilienbandes der Monumenta Germaniae Historica vervollständigt die Konzilien Deutschlands und Reichsitaliens in den Jahren 916–1001 und entstand in enger Zusammenarbeit zwischen der MGH und der Mainzer Akademie der Wissenschaften. Insgesamt 48 Synoden (von Rom, Anfang Februar 962, bis Todi, 27. Dezember 1001) wurden ediert.
Hehl zeigte 1998 anhand einer Reihe von Konfliktfällen, dass der Episkopat keineswegs eine treue Gruppe des Königs war. Er veröffentlichte 2019 eine Monographie über Gregor VII. und Heinrich IV. in Canossa 1077.

## Schriften (Auswahl)
Monografien
- Gregor VII. und Heinrich IV. in Canossa 1077. Paenitentia – absolutio – honor (= Monumenta Germaniae Historica. Studien und Texte. Bd. 66). Harrassowitz, Wiesbaden 2019, ISBN 978-3-447-11246-8.
- Kirche und Krieg im 12. Jahrhundert. Studien zu kanonischem Recht und politischer Wirklichkeit (= Monographien zur Geschichte des Mittelalters. Bd. 19). Hiersemann, Stuttgart 1980, ISBN 3-7772-8004-6.

Herausgeberschaften
- Die Konzilien Deutschlands und Reichsitaliens 916–1001. Hahn, Hannover 2007, ISBN 978-3-7752-5501-1.
- Das Papsttum in der Welt des 12. Jahrhunderts (= Mittelalter-Forschungen. Bd. 6). Thorbecke, Stuttgart 2002, ISBN 3-7995-4257-4.
- mit Hubertus Seibert und Franz Staab: Devs qvi mvtat tempora. Menschen und Institutionen im Wandel des Mittelalters. Festschrift für Alfons Becker zu seinem fünfundsechzigsten Geburtstag. Thorbecke, Sigmaringen 1987, ISBN 3-7995-7054-3.